# Pokal Nogometne zveze Slovenije 2002-2003
La Pokal Nogometne zveze Slovenije 2002./03. (in lingua italiana: Coppa della federazione calcistica slovena 2002-03) fu la dodicesima edizione della coppa nazionale di calcio della Repubblica di Slovenia.
Vi parteciparono tutte le squadre slovene. Quelle della 1. SNL 2001-2002 vennero ammesse direttamente al primo turno (i sedicesimi di finale), quelle delle serie inferiori passarono attraverso le coppe delle associazioni inter-comunali (MNZ, "Medobčinske nogometne zveze").
A vincere fu l'Olimpia Lubiana, al suo quarto titolo nella competizione.

Questo successo diede ai bianco-verdi l'accesso alla Coppa UEFA 2003-2004.

## Partecipanti
Le 12 squadre della 1. SNL 2001-2002 sono ammesse di diritto. Gli altri 20 posti sono stati assegnati attraverso le coppe inter–comunali.
| Ammesse di diritto | Coppe inter–comunali | Coppe inter–comunali | Coppe inter–comunali  | Coppe inter–comunali |
| Ammesse di diritto | Associazione         | Squadre              | Squadre               | Squadre              |
| --- | -------------------- | -------------------- | --------------------- | -------------------- |
| - Celje - Domžale - Gorica - Koper - Korotan Prevalje - Maribor - Mura - Olimpia Lubiana - Primorje - Rudar Velenje - Šmartno ob Paki - Triglav | MNZ Lubiana          | NK Lubiana           | Bela Krajina          | Ivančna Gorica       |
| - Celje - Domžale - Gorica - Koper - Korotan Prevalje - Maribor - Mura - Olimpia Lubiana - Primorje - Rudar Velenje - Šmartno ob Paki - Triglav | MNZ Maribor          | Železničar Maribor   | Dravograd             | Pohorje              |
| - Celje - Domžale - Gorica - Koper - Korotan Prevalje - Maribor - Mura - Olimpia Lubiana - Primorje - Rudar Velenje - Šmartno ob Paki - Triglav | MNZ Celje            | Krško                | Vransko               |                      |
| - Celje - Domžale - Gorica - Koper - Korotan Prevalje - Maribor - Mura - Olimpia Lubiana - Primorje - Rudar Velenje - Šmartno ob Paki - Triglav | MNZ Capodistria      | Korte                | Jadran Hrpelje-Kozina |                      |
| - Celje - Domžale - Gorica - Koper - Korotan Prevalje - Maribor - Mura - Olimpia Lubiana - Primorje - Rudar Velenje - Šmartno ob Paki - Triglav | MNZ Nova Gorica      | Bilje                | Tolmin                |                      |
| - Celje - Domžale - Gorica - Koper - Korotan Prevalje - Maribor - Mura - Olimpia Lubiana - Primorje - Rudar Velenje - Šmartno ob Paki - Triglav | MNZ Murska Sobota    | Tišina               | ŠD Roma               |                      |
| - Celje - Domžale - Gorica - Koper - Korotan Prevalje - Maribor - Mura - Olimpia Lubiana - Primorje - Rudar Velenje - Šmartno ob Paki - Triglav | MNZ Lendava          | Črenšovci            | Nafta                 |                      |
| - Celje - Domžale - Gorica - Koper - Korotan Prevalje - Maribor - Mura - Olimpia Lubiana - Primorje - Rudar Velenje - Šmartno ob Paki - Triglav | MNZ Goreniska-Kranj  | Bled                 | Britof                |                      |
| - Celje - Domžale - Gorica - Koper - Korotan Prevalje - Maribor - Mura - Olimpia Lubiana - Primorje - Rudar Velenje - Šmartno ob Paki - Triglav | MNZ Ptuj             | Stojnci              | Aluminij              |                      |

## Sedicesimi di finale
| Squadra 1             | Risultato             | Squadra 2       |
| --------------------- | --------------------- | --------------- |
| Bled                  | 1 – 9                 | Mura            |
| Jadran Hrpelje-Kozina | 2 – 1                 | Črenšovci       |
| Triglav               | 2 – 3                 | Britof          |
| Pohorje               | 0 – 8                 | Dravograd       |
| Krško                 | 0 – 3                 | NK Lubiana      |
| Korotan Prevalje      | 1 – 1 (dts) (5-3 dtr) | Koper           |
| Ivančna Gorica        | 1 – 2                 | Šmartno ob Paki |
| Železničar Maribor    | 3 – 0                 | Tolmin          |
| Tišina                | 0 – 6                 | Domžale         |
| Vransko               | 1 – 6                 | Celje           |
| Nafta                 | 2 – 1                 | Primorje        |
| Korte                 | 2 – 1                 | Bilje           |
| Maribor               | 1 – 0                 | Rudar Velenje   |
| Bela Krajina          | 1 – 5                 | Olimpia Lubiana |
| ŠD Roma               | 1 – 11                | Gorica          |
| Stojnci               | 1 – 6                 | Aluminij        |

## Ottavi di finale
| Squadra 1       | Risultato | Squadra 2             |
| --------------- | --------- | --------------------- |
| Nafta           | 2 – 1     | Jadran Hrpelje-Kozina |
| Dravograd       | 4 – 2     | NK Lubiana            |
| Celje           | 2 – 0     | Mura                  |
| Domžale         | 0 – 3     | Korotan Prevalje      |
| Šmartno ob Paki | 1 – 2     | Olimpia Lubiana       |
| Britof          | 0 – 2     | Maribor               |
| Korte           | 1 – 3     | Gorica                |
| Aluminij        | 5 – 0     | Železničar Maribor    |

## Quarti di finale
| Squadra 1       | Totale | Squadra 2        | Andata | Ritorno |
| --------------- | ------ | ---------------- | ------ | ------- |
| Olimpia Lubiana | 4 – 3  | Maribor          | 0 – 0  | 4 – 3   |
| Celje           | 9 – 2  | Gorica           | 6 – 1  | 3 – 1   |
| Aluminij        | 2 – 3  | Korotan Prevalje | 1 – 1  | 1 – 2   |
| Nafta           | 1 – 4  | Dravograd        | 0 – 2  | 1 – 2   |

## Semifinali
Nel marzo 2003, il Korotan Prevalje si è ritirato dal campionato e dalla coppa. Al suo avversario in semifinale, l'Olimpia Lubiana, viene assegnata la vittoria a tavolino per entrambe le gare.
| Squadra 1       | Totale | Squadra 2        | Andata | Ritorno |
| --------------- | ------ | ---------------- | ------ | ------- |
| Celje           | 4 – 1  | Dravograd        | 2 – 1  | 2 – 0   |
| Olimpia Lubiana | 6 – 0  | Korotan Prevalje | 3 – 0  | 3 – 0   |

## Finale
| Squadra 1       | Totale      | Squadra 2 | Andata | Ritorno |
| --------------- | ----------- | --------- | ------ | ------- |
| Olimpia Lubiana | 3 – 3 (gfc) | Celje     | 1 – 1  | 2 – 2   |

### Andata
| Arbitro: | Darko Čeferin (Kranj) |

| |            | |
| Puc 90’ | Marcatori  | 39’ (rig.) Kvas |
| Mavrič Lazić Budicin Handanagić Barun (74' Ilić) Kokol Jusufbegovič Prosinečki Žlogar (64' Puc) Kmetec (46' Grabić) Kosič | Formazioni | Fornezzi Brumen Maletič (60' Plastovski) Čadikovski Kvas (68' Robnik) Koren Budimir (76' Križnik) Gobec Sešlar Brulc Šnofl |
| Danilo Popivoda | Allenatori | Marijan Pušnik |

### Ritorno
| Arbitro: | Robert Krajnc (Ptuj) |

| |            | |
| Koren 15’ Kvas 72’                                                                                         | Marcatori  | 59’ Žlogar 65’ Prosinečki |
| Fornezzi Brumen (87' Platznik) Križnik Maletič (66' Kvas) Čadikovski Koren Lungu Sešlar Helbl Brulc Šnofl. | Formazioni | Mavrič Lazić (81' Budicin) Handanagić (53' Ilić) Mirtič Kokol Jusufbegovič Rudonja Prosinečki Žlogar Grabić (46' Puc) Kmetec |
| Marijan Pušnik                                                                                             | Allenatori | Danilo Popivoda |